# Камчатска област
Камчатска област (рус. Камчатская область) је некадашња област у Русији, бивши субјекат Руске Федерације. Административни центар је био град Петропавловск Камчатски.
Камчатска област је формирана 1932. године, а 2007. је административно спојена са Корјачким аутономним округом да би био формиран нови Камчатски крај.